# Szczuroskoczek jałowcowy
Szczuroskoczek jałowcowy (Dipodomys panamintinus) – gatunek ssaka z podrodziny szczuroskoczków (Dipodomyinae) w obrębie rodziny karłomyszowatych (Heteromyidae).

## Zasięg występowania
Szczuroskoczek jałowcowy występuje w południowo-zachodnich Stanach Zjednoczonych zamieszkując w zależności od podgatunku:
- D. panamintinus panamintinus – góry Panamint na pustyni Mojave, południowo-wschodnia Kalifornia.
- D. panamintinus argusensis – góry Argus na pustyni Mojave, w południowo-wschodnia Kalifornia.
- D. panamintinus caudatus – region gór Providence na pustyni Mojave, południowo-wschodnia Kalifornia i przylegająca południowa Nevada.
- D. panamintinus leucogenys – zachodni kraniec Great Basin Desert, wschodnia Kalifornia i zachodnia Nevada.
- D. panamintinus mohavensis – Owens Valley do Antelope Valley na pustyni Mojave, południowo-środkowa Kalifornia.

## Taksonomia
Gatunek po raz pierwszy naukowo opisał w 1894 roku amerykański zoolog Clinton Hart Merriam nadając mu nazwę Perodipus panamintinus. Holotyp pochodził z okolic Willow Creek, około 3 mi (4,9 km) na północny wschód od Jackass Spring, na wysokości 6200 ft (1890 m), w górach Panamint, w hrabstwie Inyo, w Kalifornii, w Stanach Zjednoczonych.
D. panamintinus należy do grupy gatunkowej heermanni, wraz z D. gravipes, D. heermanni, D. microps, D. ingens i D. stephensi. Autorzy Illustrated Checklist of the Mammals of the World rozpoznają pięć gatunek monotypowy.

### Etymologia
- Dipodomys: gr. δίποδος dipodos „dwunożny”, od δι- di- „podwójnie”, od δις dis „dwa razy”, od δυο duo „dwa”; πους pous, ποδος podos „stopa”; μυς mus, μυός muos „mysz”[11][12].
- panamintinus: góry Panamint, Kalifornia, Stany Zjednoczone[2].
- argusensis: góry Argus, Kalifornia, Stany Zjednoczone[5].
- caudatus: łac. caudatus „ogonowy, mający ogon”, od cauda „ogon”[12].
- leucogenys: gr. λευκος leukos „biały”; γενυς genus, γενυος genuos „żuchwa, podbródek, policzek”[12].
- mohavensis: Mohave lub Mojave, Kalifornia, Stany Zjednoczone[12].

## Morfologia
Długość ciała (bez ogona) średnio 119 mm, długość ogona średnio 170 mm, długość ucha średnio 14 mm, długość tylnej stopy średnio 44 mm; masa ciała średnio 72 g.